# Edmund Ratz
Edmund Ratz (ur. 4 kwietnia 1933 w Zeitlofs, zm. 31 sierpnia 2017 w Ansbach) – niemiecki teolog protestancki, arcybiskup Kościoła Ewangelicko–Luterańskiego w Rosji, na Ukrainie, w Kazachstanie i Azji Środkowej (Evangelisch–Lutherische Kirche in Russland, der Ukraine, in Kasachstan und Mittelasien, ELKRAS). 

## Życiorys
Studiował teologię na Uniwersytetach w Erlangen, Heidelbergu i Getyndze, jak również Wyższej Szkole Augustiańskiej w Neuendettelsau. W latach 1959–1960 był stypendystą Ekumenicznej Rady Kościołów (Ökumenischer Rat der Kirchen) w Oberlin w USA. W 1960 uzyskał stopień magistra teologii.
Od 1965 do 1969 pełnił posługę w parafiach Bristolu, gdzie był m.in. duszpasterzem marynarzy i rybaków. W latach 1969–1974 stał na czele Luterańskiej Rady Wielkiej Brytanii oraz Synodu Ewangelickiego Języka Niemieckiego w Zjednoczonym Królestwie. Od 1974 do 1977 pełnił już formalnie obowiązki prezesa Rady Luterańskiej Wielkiej Brytanii. 
Po powrocie do Niemiec w 1977 został referentem ds. ekumenizmu i radcą kościelnym w Kościele Krajowym w Monachium. W 1981 zasiadł w Niemieckim Komitecie Narodowym Światowego Związku Luterańskiego w Stuttgarcie. W 1986 uzyskał stopień doktora teologii w Zagrzebiu. 
W 1999 został wybrany biskupem Niemieckiego Kościoła Ewangelicko–Luterańskiego na Ukrainie (Deutsche Evangelisch–Lutherische Kirche der Ukraine, DELKU). W 2005 zastąpił biskupa Georga Kretschmara w roli arcybiskupa Kościoła Ewangelicko–Luterańskiego w Rosji, na Ukrainie, w Kazachstanie i Azji Środkowej (Evangelisch–Lutherische Kirche in Russland, der Ukraine, in Kasachstan und Mittelasien, ELKRAS) z siedzibą w Sankt-Petersburgu. We wrześniu 2007 objął również obowiązki biskupa Ewangelicko–Luterańskiego Kościoła Rosji Europejskiej (Evangelisch-Lutherische Kirche Europäisches Russland, ELKER) jako następca Siegfrieda Springera.